# Hemoroidi
Hemoroidi su vaskularne strukture u analnom kanalu koje pomažu u upravljanju defekacijom. U njihovom fiziološkom stanju, služe kao jastučići napravljeni od arterio-venskih kanala i vezivnog tkiva. One postaju patološke kada oteknu ili postanu upaljene i tada se nazivaju hemoroidalna bolest.
Simptomi patoloških hemoroida ovise o vrsti. Unutarnji hemoroidi se obično pojavljuju kao bezbolna rektalna krvarenja, dok vanjski hemoroidi često nemaju simptome, odnosno u slučaju tromboze izazivaju znatnu bol i oteklinu u području anusa. Mnogi ljudi “hemoroidima” pogrešno nazivaju bilo koji simptom iz anorektalnog područja. Ozbiljni uzroci ovih simptoma moraju se isključiti. Dok točan uzrok hemoroida nije poznat, postoji velik broj čimbenika koji povećavaju tlak unutar trbušne šupljine, posebice začepljenj (konstipacija), i za koje se vjeruje da igraju važnu ulogu u razvoju hemoroida.
Početno liječenje za blagu do umjereno tešku bolest temelji se na povećanju unosa dijetalnih vlakana, tekućine na usta kako bi se održala hidracija, nesteroidnim protuupalnim lijekovima koji pomažu u smanjenju boli i odmoru. Postoji više jednostavnih operacija koje su moguće u slučaju teških simptoma ili ako se simptomi ne poprave uz konzervativno liječenje. Kirurško liječenje predviđeno je kod pacijenata koji se ne oporave nakon ovih mjera. Polovina ukupne svjetske populacije može u nekom vremenu tijekom života iskusiti tegobe s hemoroidima. Ishod je obično dobar.

## Simptomi i znakovi
Unutarnji i vanjski hemoroidi se mogu zasebno i različito prezentirati. Mnogi ljudi ipak imaju kombinaciju obje vrste. Krvarenje dovoljno jako da izazove anemiju rijetko je, a životno ugrožavajuće krvarenje je još rjeđe. Mnogi ljudi osjećaju stid u suočavanju s ovim problemom, te obično traže medicinsku pomoć tek u uznapredovaloj fazi bolesti.

### Vanjski
Ako ne dođe do tromboze, vanjski hemoroidi ne uzrokuju znatne tegobe. U slučaju tromboze hemoroidi mogu biti vrlo bolni, ali bol obično prolazi za 2 do 3 dana. Oteklina pak može trajati nekoliko tjedana. Kožni privjesak može ostati nakon cijeljenja. Ako su hemoroidi veliki pa uzrokuju problem u higijeni, mogu izazvati iritaciju okolne kože koja se očituje kao svrbež u okolini anusa.

### Unutarnji
Unutarnji hemoroidi obično se pojavljuju kao bezbolno, žarko crveno rektalno krvarenje tijekom ili nakon pražnjenja crijeva. Krv tipično prekriva stolicu, što je poznato pod nazivom hematohezija i vidljiva je na toaletnom papiru, ili kaplje u toaletnu školjku. Sama stolica obično ima normalnu boju. Od ostalih simptoma može se javiti sluzav iscjedak, perianalna masa ako hemoroidi prolabiraju kroz anus, svrbež anusa i fekalna inkontinencija. Unutarnji hemoroidi obično su bolni samo ako dođe do tromboze ili nekroze.

## Uzroci
Točan uzrok simptomatskih hemoroida nije poznat. Vjeruje se da je rezultat više čimbenika, uključujući neredovite stolice (začepljenje/konstipacija ili proljev), manjak tjelesne aktivnosti, prehrambene čimbenike (dijeta s niskim unosom vlakana), povećani tlak unutar trbušne šupljine (produženo naprezanje, ascitis, intraabdominalna masa, ili trudnoća), genetičke čimbenike, nepostojanje zalistaka u hemoroidalnim venama i starenje. Ostali čimbenici za koje se vjeruje da povećavaju rizik uključuju pretilost, produljeno sjedenje, kronični kašalj i disfunkciju dna zdjelice. Dokazi za ove poveznice su, međutim, slabi.
Za vrijeme trudnoće, tlak kojim fetus pritišće abdomen i hormonalne promjene uzrokuju povećanje hemoroidalnih vena. Porođaj također vodi povećanju intraabdominalnog tlaka. Trudnim je ženama rijetko potrebna kirurška terapija, jer se simptomi obično povlače nakon porođaja.

## Patofiziologija
Hemoroidni jastučići dio su normalne ljudske anatomije, a postaju patološka bolest tek kada se abnormalno promjene. U normalnom analnom kanalu normalno postoje tri jastučića. Oni se nalaze lijevo lateralno, desno anteriorno i desno posteriorno. Ne sastoje se od arterija niti vena, nego krvnih žila koje se zovu sinusoine žile, vezivnog tkiva i glatkog mišićja. Sinusidne žile nemaju mišićno tkivo u svojoj stjenci, kao što to vene imaju. Ovaj sklop krvnih žila poznat je i kao hemoroidni pleksus.
Hemoroidni jastučići važni su za sprečavanje fekalne inkontinencije. Oni sudjeluju do 15–20% u pritisku zatvaranja anusa u odmoru, te štite mišiće analnog sfinktera tijekom prolaska stolice. U položaju čučnja tlak unutar trbušne šupljine raste, a hemoroidni jastučići nabreknu i tako pomažu u održavanju anusa zatvorenim. Vjeruje se da su hemoroidni simptomi posljedica kliznuća ovih vaskularnih struktura prema dolje ili prekomjernog porasta venskog tlaka. Povećani pritisan analnog sfinktera također može biti povezan s hemoroidnim simptomima. Postoje dvije vrste hemoroida: unutarnji koji nastaju od gornjeg hemoroidnog pleksusa i vanjski koji nastaju od donjeg hemoroidnog pleksusa. Linea dentata razdvaja ova dva područja.

## Dijagnoza
| Stadij | Skica | Izgled          |
| ------ | ----- | --------------- |
| 1      |       | Endoscopic view |
| 2      |       |                 |
| 3      |       |                 |
| 4      |       |                 |

Dijagnoza hemoroida obično se postavlja fizikalnim pregledom. Vizualni pregled anusa i okolnog područja dovoljan je za dijagnozu vanjskih ili prolabiranih hemoroida. Rektalni pregled potreban je za otkrivanje mogućih rektalnih tumora, polipa, povećane prostate, ili apscesa. Ponekad se ovaj pregled ne može provesti bez prikladne sedacije zbog bolova, iako većina unutarnjih hemoroida nije povezana s bolom. Za vizualnu potvrdu unutarnjih hemoroida može biti potrebna anoskopija, koja se radi uz pomoć uređaja koji se sastoji od šuplje cijevi na čijem je kraju svjetlo. Postoje dvije vrste hemoroida: vanjski i unutarnji. Oni se razlikuju po svom položaju u odnosu na lineu dentatu. Neki ljudi mogu istodobno imati simptome obaju vrsta hemoroida. Ako postoji bol, veća je vjerojatnost da se radi o analnoj fisuri ili vanjskim hemoroidima nego o unutarnjih hemoroidima.

### Unutarnji
Unutarnji hemoroidi nalaze se iznad linee dentate. Pokriveni su cilindričnim epitelom u kojem nema receptora za bol. Godine 1985. unutarnji se hemoroidi klasificiraju u četiri stadija ovisno o stupnju prolapsa.
- Stadij I: Nema prolapsa. Samo prominiraju krvne žile.[12]
- Stadij II: Prolaps se javlja samo u čučnju, ali se spontano smanjuje.
- Stadij III: Prolaps se javlja u čučnju, te zahtjeva manualno vraćanje.
- Stadij IV: Postoji prolaps koji se ne može manualno smanjiti.

### Vanjski
Vanjski hemoroidi se pojavljuju ispod linee dentate ili linee pectinate. Pokriveni su u proksimalnom dijelu anodermom, a distalno kožom, te su osjetljivi na bol i temperaturu.

### Diferencijalna dijagnoza
Mnogi anorektalni problemi, uključujući fisuru, fistule, apscese, kolorektalni tumor, rektalne varikozitete i analni svrbež imaju slične simptome pa se mogu pogrešno nazvati hemoroidima. Rektalno krvarenje također se može javiti kod kolorektalnog tumora, kolitisa uključujući upalnu bolest crijeva, divertikule i angiodisplaziju. Ako postoji anemija, treba razmotriti druge moguće uzroke.
Drugi uzroci analnih masa uključuju: kožne privjeske, analne bradavice, rektalni prolaps, polipe te povećane analne papile. Anorektalni varikoziteti koji nastaju kao posljedica portalne hipertenzije (povišen tlak u portalnom venskom sustavu) se mogu prezentirati slično hemoroidima, ali predstavljaju zasebnu patologiju.

## Prevencija
Preporučuje se velik broj preventivnih mjera, uključujući izbjegavanje naprezanja tijekom pražnjenja crijeva, izbjegavanje začepa (konstipacije) i proljeva tako da se osigura zdrava dijeta s vlaknima i dovoljan unos tekućine, ili unosom dodataka vlakana, te adekvatnu fizičku aktivnost. Preporučuje se i provoditi manje vremene pokušavajući isprazniti crijeva, izbjegavati čitanje na zahodskoj školjci, te gubitak težine za pretile osobe i izbjegavanje podizanja teških tereta.

## Liječenje

### Konzervativno
Konzervativno se liječenje obično sastoji od prehrane bogate prehrambenim vlaknima, uzimanja tekućine zbog održavanja hidracije, nesteroidnih protuupalnih lijekova (NSAID), sjedećih kupki i mirovanja. Dokazano je da povećana količina vlakana u prehrani poboljšava ishod bolesti, a može se postići promjenom prehrambenih navika ili uzimanjem nadomjestaka vlakana. Međutim, dokaza o povoljnom učinku sjedećih kupki u bilo kojem trenutku liječenja bolesti nema. ako se primjenjuju, trajanje svake pojedine kupke treba ograničiti na 15 minuta.
Premda postoje brojni preparati za lokalnu primjenu, kao i preparati u obliku čepića, njihovu primjenu podupire mali broj dokaza. Preparate koji sadrže steroide se ne bi smjelo upotrebljavati dulje od 14 dana, jer mogu dovesti do stanjenja (atrofije) kože. Većina preparata predstavlja kombinaciju aktivnih sastojaka. To mogu biti: barijerna krema poput petrolatuma ili cinkova oksida, lokalni anestetik poput lidokaina i vazokonstriktor, poput adrenalina. Korist od flavonoida je upitna, uz moguće nuspojave. Nakon trudnoće simptomi se obično povlače, zbog čega se i aktivno liječenje obično odgađa do nakon porođaja.

### Postupci
Postoji niz postupaka koji se mogu poduzeti. Iako su općenito bezopasni, može doći i do rijetkih teških neželjenih nuspojava kao što je perianalna sepsa.
- Podvezivanje gumenom vrpcom obično se preporučuje kao prva metoda izbora liječenja u bolesnika s bolešću 1. do 3. stupnja.[12] To je postupak kojim se elastičnom vrpcom podvezuje unutarnji hemoroid, na najmanje 1 cm iznad anorektalne granice kako bi se prekinula opskrba hemoroida krvlju. Nakon 5 do 7 dana, podvezani hemoroid nekrotizira i sam od sebe otpadne. Ako se vrpca postavi preblizu anorektalne granice, neposredno nakon postupka može se pojaviti jaka bol.[3] Stopa izlječenja ovim postupkom iznosi oko 87%,[3] a do komplikacija dolazi u do 3% postupaka.[12]
- Skleroterapija (sklerozacija) je postupak injektiranja sklerozirajućeg sredstva, kao što je fenol u hemoroid. Ovaj postupak dovodi do kolapsa stijenke vena i odumiranja hemoroida. Stopa uspjeha ove metode procijenjena četiri godine nakon izvođenja iznosi ~70%[3] što je više nego nakon postupka podvezivanjem gumenom vrpcom.[12]
- Niz metoda kauterizacije (spaljivanja) pokazao se uspješnima za liječenje hemoroida, no one se obično primjenjuju ako se drugi postupci pokažu neuspješnima. Ove metode obuhvaćaju elektrokauterizaciju, infracrveno zračenje, lasersku kirurgiju,[3] ili kriokirurgiju.[20] Kauterizacija infracrvenim zrakama predstavlja mogućnost liječenja bolesti stupnja 1 ili 2.[12] U bolesnika s bolešću 3. ili 4. stupnja recidivi su česti.[12]

### Kirurgija
U slučaju neuspješnosti jednostavnih i konzervativnih metoda liječenja može se poduzeti niz kirurških postupaka. Sve kirurške metode liječenja povezane su određenim brojem komplikacija poput krvarenja, infekcije, analnih striktura i retencije mokraće, zbog blizine rektuma i živaca koji inerviraju mokraćni mjehur. Postoji i mala opasnost od inkontinencije stolice, osobito tekuće, koja je opisana u 0% do 28%. Nakon kirurškog uklanjanja hemoroida može doći i do ektropije crijevne sluznice (često uz analnu stenozu). Ovo je stanje kod kojega se sluznica anusa izvrne prema van, što je nalik na vrlo blagi oblik rektalnog prolapsa.
- Ekscizijska hemoroidektomija kirurško je odstranjenje hemoroida koje se poduzima ponajprije u teškim oblicima bolesti.[3] Povezana je sa znatnom postoperativnom boli, a oporavak obično traje 2 do 4 tjedna.[3] Međutim, u bolesnika s 3. stupnjem bolesti dugoročna korist veća je u usporedbi s podvezivanjem hemoroida gumenom vrpcom.[24] Ovaj se postupak preporučuje izvesti kod bolesnika s perianalnim hematomom unutar 24–72 sata.[7][12] Lokalna primjena masti gliceril trinitrata nakon operacije ublažava bol i ubrzava cijeljenje.[25]
- Transanalna hemoroidalna dearterializacija uz pomoć Dopplerske metode minimalno je invazivna metoda liječenja kojom se uz pomoć doplerskog ultrazvuka točno određuje arterijska opskrba hemoroida. Odgovarajuće arterije potom se "podvezuju", a prolabirano se tkivo ušiva na normalno mjesto. U usporedbi s hemoroidektomijom, stopa recidiva nakon ove metode nešto je veća, ali je broj komplikacija manji.[3]
- Staplerska hemoroidektomija ili staplerska hemoroidopeksija je postupak pri kojem se odstranjuje što je moguće veći dio tkiva hemoroida, nakon čega se ostatak tkiva hemoroida vraća u normalni anatomski položaj. U usporedbi s potpunim uklanjanjem hemoroida ova metoda je općenito manje bolna i povezana s bržim oporavkom.[3] Međutim, mogućnost recidiva veća je nego nakon uobičajene hemoroidektomije,[26] zbog čega se preporučuje kad je bolest u 2. ili 3. stupnju.[12]

## Epidemiologija
Procjena učestalosti hemoroida je teška, jer mnoštvo bolesnika s ovom bolešću ne traži liječničku pomoć. Smatra se da od hemoroida praćenih simptomima, u neko doba svog života, boluje najmanje 50% stanovništva SAD-a, a u svakom trenutku boluje ~5% stanovništva. Incidencija bolesti je podjednaka u oba spola s vrhuncem između 45 i 65 godina života. Hemoroidi su učestaliji kod bijelaca i u osoba boljeg socijalnoekonomskog statusa. Dugoročni rezultati liječenja općenito su dobri, iako kod nekih bolesnika može doći do recidiva sa simptomima. U konačnici, samo je u malog broja bolesnika potrebno kirurško liječenje.

## Povijest
Ova se bolest po prvi put spominje na egipatskom papirusu iz 1700. godine pr. Kr. gdje se savjetuje:
“… Treba dati recept za vrlo učinkovitu zaštitnu mast od smrvljenih i skuhanih listova akacije. Njome treba namazati traku od finog lanenog platna i uvesti u anus, što dovodi do brzog oporavka." Godine 460 pr. Kr. Corpus Hippocraticum savjetuje liječenje slično suvremenom podvezivanju gumenom vrpcom:
“Hemoroide se može liječiti tako da ih se probode iglom i podveže vrlo debelom vunenom niti koju se ne uklanja sve dok hemoroid ne otpadne, i uvijek ostaviti jednu na mjestu, a kad se bolesnik oporavi neka uzima heleboru.” Hemoroidi su možda opisani i u Bibliji.
Celsus (25. pr. Kr. – 14.) opisao je postupke podvezivanja i ekscizije te raspravljao o mogućim komplikacijama. Galen je savjetovao prekidanje povezanosti arterija i vena, tvrdeći da se time smanjuje bol i širenje gangrene. Susruta Samhita, (4. – 5. stoljeće) savjetuje postupke poput Hipokratovih, ali naglašava važnost čistoće rane. U 13. stoljeću europski su kirurzi Lanfranc iz Milana, Guy de Chauliac, Henri de Mondeville i John iz Arderna zaslužni za veliki napredak i razvoj kirurških postupaka liječenja.
U engleskom se jeziku izraz "hemorrhoid" pojavljuje 1398., a porijekla je iz naziva starofrancuskog jezika "emorroides", od latinskog "hæmorrhoida -ae", odnosno iz grčkog "αἱμορροΐς" (haimorrhois), što znači "sklon izlijevanju krvi" jer "αἷμα" (haima), znači "krv" + "ῥόος" (rhoos), "tok, izljev", od "ῥέω" (rheo), "teći, izlijevati se".

## Poznati slučajevi
Poznati igrač bejzola George Brett prekinuo je sudjelovanje u utakmici Svjetskog prvenstva 1980. zbog bola prouzročenog hemoroidima. Nakon manjeg kirurškog zahvata, Brett je sudjelovao u sljedećoj utakmici duhovito izjavivši da su "...sve moje tegobe iza mene." Sljedećeg je proljeća Brett se podvrgnuo dodatnom kirurškom liječenju hemoroida. Politički komentator konzervativnih stavova Glenn Beck operiran je zbog hemoroida, opisujući svoje neugodno iskustvo 2008. na YouTubeu.

## Vanjske poveznice
- Hemoroidi na Curlie

|  | Molimo pročitajte upozorenje o korištenju medicinskih informacija. Ne provodite liječenje bez savjetovanja s liječnikom! |